# 中村浩二
中村 浩二（なかむら こうじ、1967年9月22日 - ）は、日本の俳優、スタントマン。兵庫県出身。倉田プロモーション所属。身長180cm。

## 来歴・人物
格闘術も取得しており、特撮シリーズでそれがたびたび活かされている。『仮面ライダーW』の劇場版や、特に平成ウルトラマン三部作『ティガ』『ダイナ』『ガイア』の主役スーツアクターを権藤俊輔との兼任で活躍したことは特撮ファンには有名である。
『ティガ』への出演経緯は、高身長の役者を探していると倉田プロに打診があり、中村を含めた数人がオーディションを受けた結果採用されたが、スーツアクターの経験が浅く、ウルトラシリーズも幼児期に見たきりで、その時点ではティガを演じることさえ知らされなかった。ダブルキャストである権藤俊輔と合同で動きを披露した際、監修・特技監督の高野宏一から「1年大丈夫か？」と不安視されるも、「大丈夫です」と気丈に返して制作に参加するが、正面が全く見えないティガのスーツに困惑し、特技監督からの指示に全く対応できず、第2話までは演出部との関係が悪化して現場が殺伐たる雰囲気となったが、第3話から『ウルトラマンレオ』のスーツアクターを演じた二家本辰巳が殺陣師として中村と演出部との調整役となり、中村が二家本に動作を1つずつ確認することで解消されたという。中村自身がティガの動きを確立できたと語る第25話「悪魔の審判」以降は、当時流行の香港映画やプロレスの動きを採用したり、怪獣役の三宅敏夫や北岡久貴と話し合いながら動きを組み立てる余裕も生まれたと述懐している。

### エピソード

#### ウルトラマンガイア
『ガイア』では、ウルトラマンガイアのスーツアクターと、チーム・ハーキュリーズの桑原孝信役で顔出し出演していたが、第34話でプロレスラーの橋本真也がゲスト出演する際、対戦相手として偶然にその場に居合わせた中村を、担当話を監督する村石宏實が指名して、桑原の従弟であるマンモス大剛役として橋本と疑闘を行うことになった。しかし、空手の重量級経験者だったにも関わらず、下半身を鍛え上げたレスラーの体格差に全く歯が立たず、組んだ瞬間「これは勝てない」と実感されられたが、橋本は終始、紳士的に振る舞い、技をかける際は「大丈夫か？　俺はこう行くぞ」と声掛けと確認を徹底したという。中村は後に、「本当にリングでプロレスラーの方と組み合うとは、予想していなかったです」と述懐している。
同じく『ガイア』の第34話で、マンモス大剛が滝行をする場面があり、2月の寒い時期だったため、担当監督の村石から、肌色のウェットスーツを着用して、引き絵での撮影を現場で提案されるが、当日の天候が良かったため、うっかり半裸で撮影できると言ってしまい、雪解け水を後頭部に延々と当て続け、失神寸前に陥ったことがある。

## 出演

### 映画
- 東京攻略（2000年）
- ウルトラシリーズ
  - ウルトラマンティガ THE FINAL ODYSSEY（2000年） - ウルトラマンティガ / ティガトルネード、巨人ダーラム 役
  - ウルトラマンコスモス2 THE BLUE PLANET（2002年） - マカベ隊員 役
  - ウルトラマンコスモスVSウルトラマンジャスティス THE FINAL BATTLE（2003年） - マカベ隊員 役
- ラスト サムライ（2003年） - スタント
- 黄龍 イエロードラゴン（2003年） - 鬼頭[2] 役
- 風雲!格闘王（2003年）
- あゝ!一軒家プロレス（2004年） - アサシン 役
- マスター・オブ・サンダー〜決戦!!封魔龍虎伝〜（2006年） - 悪鬼 役
- 仮面ライダーW FOREVER AtoZ/運命のガイアメモリ（2010年） - 堂本剛三 / メタル・ドーパント[3] 役
- レッド・ティアーズ（2012年） - 安田乱馬[4] 役
- アウトレイジ ビヨンド（2012年）
- ウルヴァリン:SAMURAI（2013年） - スタント
- トラベラーズ 次元警察（2013年） - 轟鼓太郎[5] 役
- 破裏拳ポリマー（2017年） - ジン 役
- 戦神 ゴッド・オブ・ウォー（2017年） - 西郷 役
- BLACKFOX: Age of the Ninja（2019年10月5日） - 黒龍[6] 役
- 劇場版 仮面ライダーリバイス バトルファミリア（2022年） - ハキム 役

### テレビ
- 月影兵庫あばれ旅 第2シリーズ 第5話（1990年）
- 俺たちルーキーコップ「大脱線」（1992年）
- ラスタとんねるず'94「ワイルドブンブン」（1994年） - 大門誠隊員 役
- ウルトラシリーズ
  - ウルトラマンティガ（1996年） - ウルトラマンティガ（マルチタイプ / パワータイプ / スカイタイプ[7][注 1]） / グリッターティガ[7]、イーヴィルティガ[7]、TPC隊員 役
  - ウルトラマンダイナ（1997年） - ウルトラマンダイナ（フラッシュタイプ / ストロングタイプ）、クラーコフNF隊員、宇宙海賊 役
  - ウルトラマンガイア（1998年） - ウルトラマンガイア（V1 / V2 / スプリーム・ヴァージョン）、桑原孝信、マンモス大剛 役
  - ウルトラマンデッカー（2022年） - グレース 役
- 仮面天使ロゼッタ 第12話（1998年）
- ブースカ! ブースカ!!（1999年） - 隼人千里男刑事 役
- 恋人はスナイパー（2001年）
- 恋人はスナイパー EPISODE2（2002年）
- 武蔵 MUSASHI（2003年） - 辻風四天王・辻 役
- サラリーマン金太郎4 第10話（2004年）
- 功名が辻（2006年） - 甚八 役
- 妖怪人間ベム 第1話（2011年）
- 仮面ライダーフォーゼ 第21話・第22話（2012年）
- ラッキーセブン スペシャル（2013年） - 天野の用心棒 役

### Webドラマ
- グッドモーニング、眠れる獅子（2022年） - コウジ[8] 役
- 『劇場版 仮面ライダーリバイス』スピンオフ配信ドラマ『Birth of Chimera』（2022年7月22日、東映特撮ファンクラブ）[9]  - ハキム 役

### オリジナルビデオ
- となりの凡人組（1993年）
- ザ・格闘王（1994年） - ホワイト・ドラゴン会長の手下 役
- 静かなるドン7（1995年） - 鬼州組のヤクザ 役
- ウルトラマンティガ外伝 古代に蘇る巨人（2001年） - ウルトラマンティガ（パワータイプ）[要出典]、オロッチ 役
- ウルトラマンダイナ 帰ってきたハネジロー（2001年） - ウルトラマンダイナ 役
- ウルトラマンガイア ガイアよ再び（2001年） - ウルトラマンガイア 役
- 龍王・獣たちの掟（2002年） - 雷雄[10] 役
- くノ一五人衆VS女ドラゴン軍団（2005年） - 朱里王 役
- 柔術〜JU-JITU（2010年） - 金田龍一[2] 役
- バトルハッスル（2010年） - レジェンド[2] 役
- 仮面ライダーW RETURNS 仮面ライダーエターナル（2011年） - 堂本剛三[11] 役

### ゲーム
- 鉄拳6（2007年11月26日、アーケード） - ボブ（モーションキャプチャー）
- 北斗無双（2010年3月25日、PS3・Xbox 360） - ケンシロウ、トキ、ラオウ（モーションキャプチャー）
- スーパーヒーロージェネレーション（2014年10月23日、PS3・PS Vita） - メタル・ドーパント（声）